# 張安楽
張 安楽（ちょう あんらく、ジャン・アンル、Zhāng Ānlè 1948年3月13日 - ）、別名白狼（バイラン、Bái Láng)は、台湾の政治家、実業家。台湾最大の黒社会組織（暴力団）である竹聯幇の元総護法（理事長に相当）。中華人民共和国主導の中国統一を掲げる中華統一促進党の設立者。

## 暴力団員として
竹聯幇（暴力団）の元総護法（理事長に相当）して名高い。
張は、組織犯罪に関与したことから中華民国政府当局から指名手配され、それを逃れるべく1996年に台湾を脱出し、中華人民共和国深圳に亡命する。張は、対立組織から人員を引き抜くため、竹聯幇に政治的使命と少しばかりの空想的な特徴（現実には実現不可能な急進的中台統一）を帯びさせた。
中国滞在中の2004年には中華統一促進党を設立。 その後、2005年に台湾に支部を置いた。2013年6月に台湾湾に戻った張は台北松山空港到着時に台湾警察に逮捕され、保釈された。
時の総統、馬英九は、張に対する怠慢な扱いに対して批判を受けた。

## 政治家として
台湾に帰国した張は、2016年の立法委員選挙に備えて台南市の中心街に中華統一促進党の選挙対策本部を開設した。
2013年11月に統促党の本部の1つが警察に強制捜査された後、警察は報道機関に対して、党と組織犯罪との関係について懸念を表明した。警察は、党が新北市の竹聯幇の隠れ蓑になっていると主張した。警察はまた、菜適支部（歴史上の人物・菜適にちなんで名付けられた）により違法な銃器が売買されたと主張している。 
2013年時点で、統促党は20,000人の党員と75の支部を有していると表明している。
2018年8月、台湾の検察当局は、張安楽を政治資金規正法違反の疑いで家宅捜索した。中国政府から不正に政治資金を供与されていた疑いがあった。
2019年8月、張は台湾の警察に逮捕され、検察は彼と5人の党員を違法な政治献金、横領、脱税の罪で起訴した。

## 日本との関係
また、中華統一促進党は日本・沖縄県の指定暴力団たる旭琉會や、チャイニーズマフィアとの繋がりも指摘されている。
琉球独立運動の支援者であり、2020年7月には、「琉球と中国の関係は歴史的に密接な関係にあり、日本から琉球を離脱させる。これは中国人としての責任である。」と述べた。張安楽は、中華民族琉球特別自治区準備委員会の趙東とも面会している。
2018年12月、産経新聞の取材に対し台湾で中華人民共和国の国旗である五星紅旗を掲げるのは、「台湾人民に慣れさせるためだ」とした。また「日本も明治維新で国家を統一し強国になった。中華民族の偉大な復興のためには中国の統一が必要だ」だと主張した。また、現在の公称である中華民国の「役割は終わった」と主張し「中華人民共和国こそが（中華統一の）神聖な任務を果たせる」と主張した。
2015年10月、張安楽は台湾の事業家十人を引き連れ、沖縄の那覇を訪れ、沖縄最大の指定暴力団旭琉會と各地を見て回った。 目的は旭琉會とのマフィア・ネットワークを利用し沖縄に中国系企業を進出させ、沖縄を中国に取り込むことだとされている。
また、2018年1月には張安楽の息子の張瑋も来日し、旭琉會幹部らと接触している。旭琉會の事情に詳しい関係者によると「（旭琉會）幹部が中国へも出向いており、そうゆうルートはある」という。警察庁警備当局によれば、背後には香港、マカオ、台湾などへの情報工作を担当する中国共産党国家安全局第4局の存在との関係も指摘されている。